# Cantón de Saint-Rémy-sur-Durolle
El cantón de Saint-Rémy-sur-Durolle era una división administrativa francesa, que estaba situada en el departamento de Puy-de-Dôme y la región de Auvernia.

## Composición
El cantón estaba formado por ocho comunas:
- Arconsat
- Celles-sur-Durolle
- Chabreloche
- La Monnerie-le-Montel
- Palladuc
- Saint-Rémy-sur-Durolle
- Saint-Victor-Montvianeix
- Viscomtat

## Supresión del cantón de Saint-Rémy-sur-Durolle
En aplicación del Decreto nº 2014-210 de 21 de febrero de 2014, el cantón de Saint-Rémy-sur-Durolle fue suprimido el 22 de marzo de 2015 y sus 8 comunas pasaron a formar parte del nuevo cantón de Thiers.